# 애플 디자인 어워드
애플 디자인 어워드는 애플의 연례행사인 WWDC에서 개최하는 우수 디자인 소프트웨어 선정 대회이다. The Apple 디자인 어워드에서는 앱 및 게임 디자인 분야에서 최고의 혁신, 독창성, 기술적 성취를 선보인 작품을 선정한다.

## 애플 디자인 어워드 수상작

### 2020년 애플 디자인 어워드[1]

#### 앱 부문
- Darkroom
- Looom
- Shapr 3D
- StaffPad

#### 게임 부문
- Sayonara Wild Hears
- Sky: Children of the Light
- Where Cards Fall
- Song of Bloom

### 2022년 애플 디자인 어워드[2]

#### 포용성 부문
- Procreate - Savage Interactive Pty Ltd
- Wylde Flowers - Studio Drydock Pty Ltd

#### 기쁨과 재미 부문 수상작
- (Not Boring) Habits - Andy Works LLC
- Overboard! -  inkle

#### 인터랙션 부문 수상작
- A Musical Story - Glee-Cheese Studio
- Slopes - Breakpoint Studio LLC

#### 사회적 영향력 부문 수상작
- Gibbon: Beyond the Trees - Broken Rules
- Rebel Girls - Rebel Girls Inc.

#### 영상 및 그래픽 부문 수상작
- Halide Mark II 프로 카메라 - Lux Optics
- LEGO® Star Wars™: Castaways - Gameloft

#### 혁신 부문 수상작
- MARVEL 퓨처 레볼루션 - Netmarble Corp.
- Odio - Volst

## 같이 보기
- 애플 아케이드
- 앱 스토어 (iOS)